# アベマキ
アベマキ（学名: Quercus variabilis）とは、ブナ科コナラ属の落葉高木。

## 形態
全体的にクヌギに似た落葉広葉樹で最大樹高30m、胸高直径1.5m程度に達する高木である。樹皮は灰黒色で深く裂ける。ヨーロッパ・北アフリカに分布するコルクガシほどではないが、コルク層が発達しており厚さ10cmに達することもある。葉裏には星状毛があり白っぽく見える。葉裏に密生する毛は、枯れ葉になっても残る。クヌギとは様々な程度の雑種を形成し、見分けにくいものもあるが樹皮の様子、葉の毛の様子を比較することで雑種と見分けられるという。
花期は春から晩春にかけて（4 - 5月ごろ）で、雌雄同株、雌雄異花。雄花は淡黄色で新枝の葉の付け根から10センチメートル (cm) ほどの房になり下がる、雌花は新枝の上の方に1個ずつ付く。
果期は9 - 10月ごろで、堅果（ドングリ）が殻斗に包まれており、クヌギの堅果とよく似ているが、クヌギよりは若干大きく、殻斗は浅く楕円形のものが多い。
冬芽もクヌギによく似ており、長卵形や卵形で毛があり、多数の芽鱗に覆われた鱗芽で、枝先に互生して1 - 3個つく。葉痕は半円形で維管束痕が多数散らばって見える。一年枝は淡褐色か灰褐色で皮目が多く、冬は無毛か毛が残る。
根系は垂下婚をよく伸ばし深根性である。後述の様に生態的にも乾燥耐性が高い。本種は樹皮に分厚いコルク層を発達させるので有名であるが、根の組織はコルク層が発達せず地上と地下で違いが大きいという。
発芽は地下性（英:hypogeal germination）で子葉は地中に残したまま本葉が地上に出てくる。このタイプの子葉は栄養分の貯蔵と吸出しに特化し、最初に根を伸長させ、次に本葉を展開させ自身は地中で枯死する。
ブナ科の堅果の内部には子葉の他に未発達の胚珠の干からびたものが5つ入っている。この5つがどこの位置にあるのかはブナ科内での分類にも使用されている。

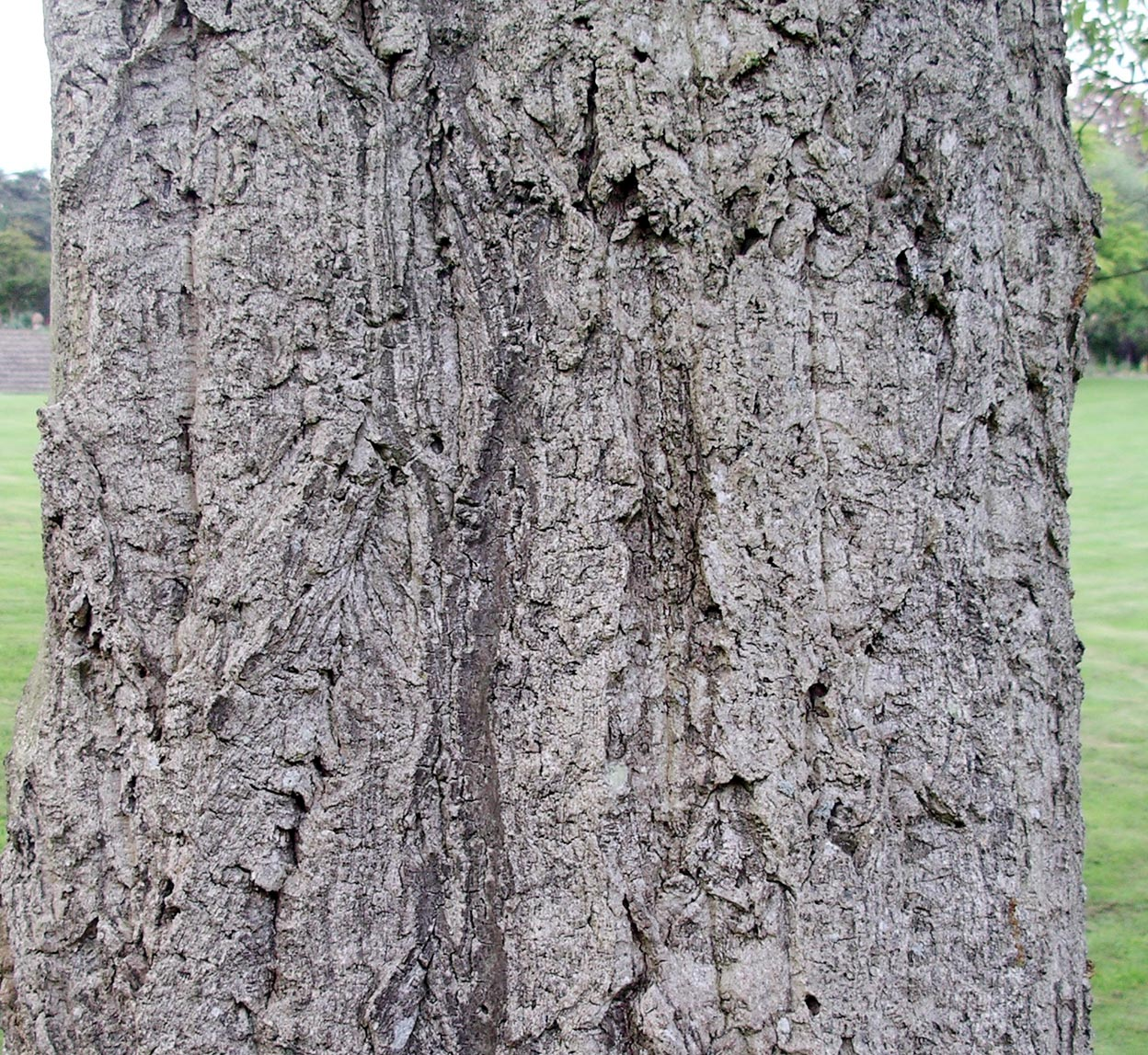
樹皮
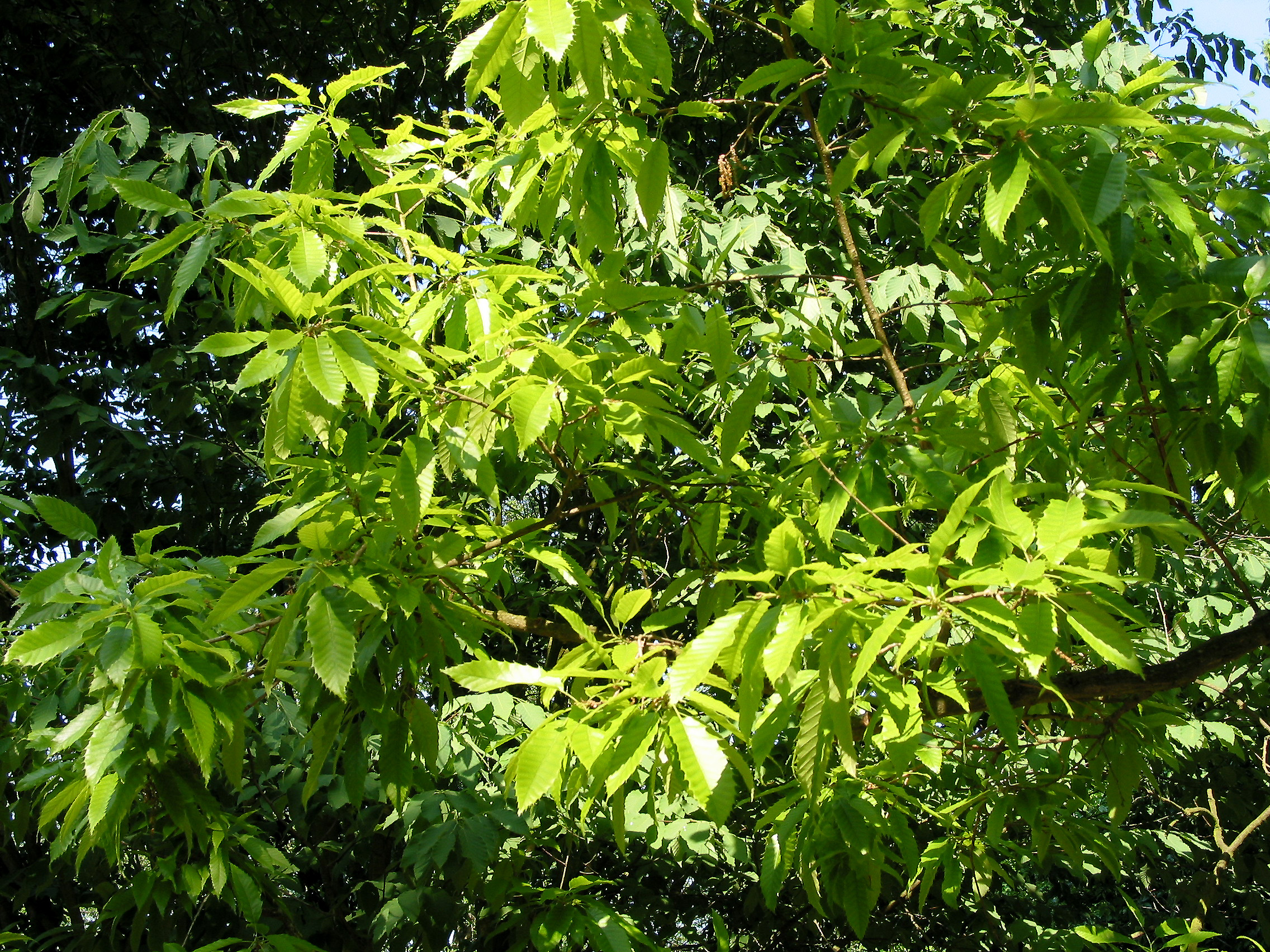
葉
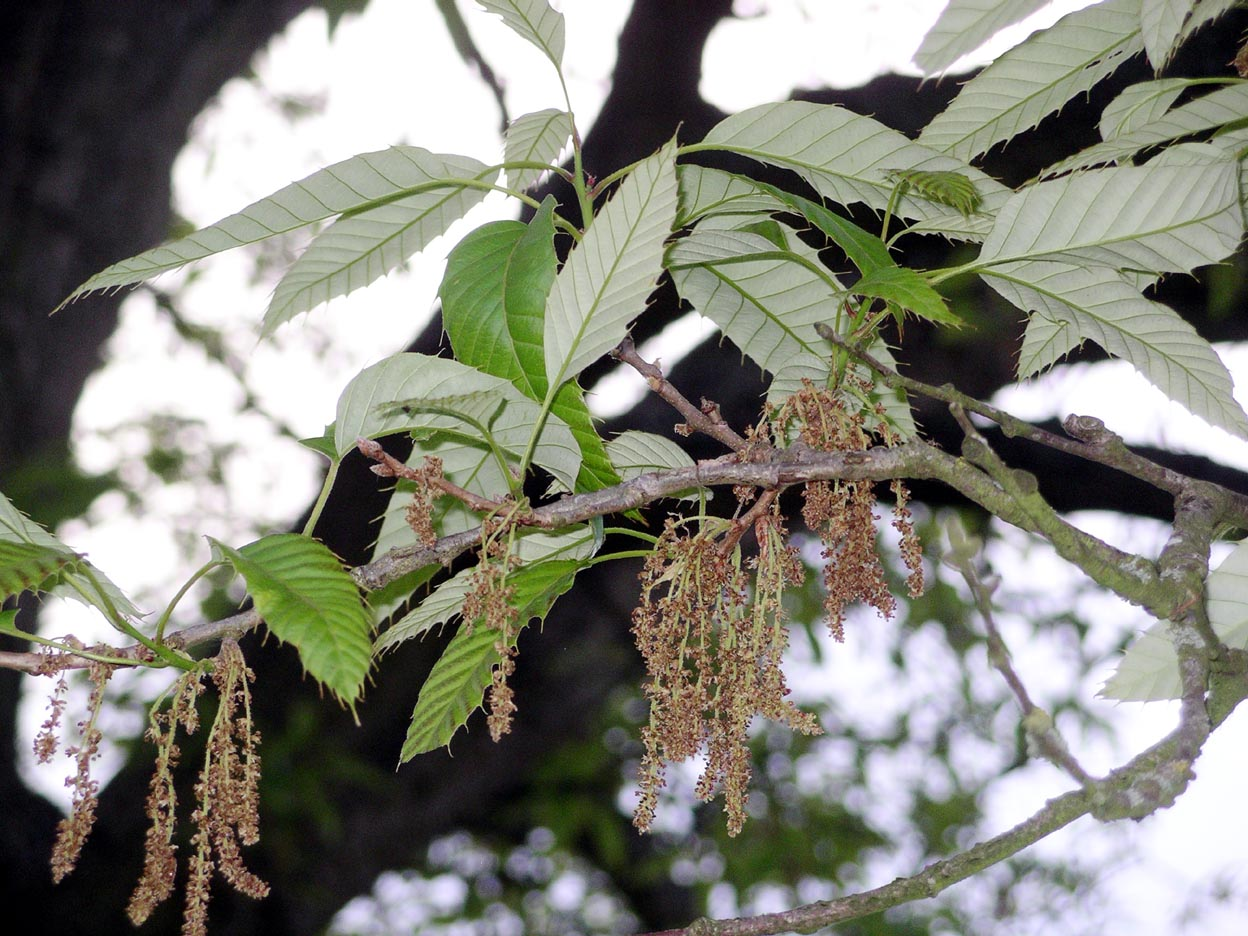
葉の裏が白い（フラッシュ撮影）

## 生態
他のブナ科樹木と同じく、菌類と樹木の根が共生して菌根を形成している。樹木にとっては菌根を形成することによって菌類が作り出す有機酸や抗生物質による栄養分の吸収促進や病原微生物の駆除等の利点があり、菌類にとっては樹木の光合成で合成された産物の一部を分けてもらうことができるという相利共生の関係があると考えられている。菌類の子実体は人間がキノコとして認識できる大きさに育つものが多く、中には食用にできるものもある。土壌中には菌根から菌糸を通して、同種他個体や他種植物に繋がる広大なネットワークが存在すると考えられている。アカマツ苗木に感染した菌根では全部の部分の成長を促進するのではなく、地下部の成長は促進するが地上部の成長はむしろ抑制するという報告がある。外生菌根性の樹種にスギやニセアカシアの混生や窒素過多の富栄養状態になると菌根に影響を与えるという報告がある。
全体として高温、乾燥耐性型のクヌギである。コナラ属の中でも乾燥には強く、特に乾燥が続くような状況ではカシワと並んで強い耐乾性を示すという。
ブナ科樹木によくあることだが、アベマキも萌芽能力が高く萌芽更新に期待できる。更新は萌芽更新、もしくは実生によって行う。
形態節の通り、地下性の発芽様式を採り最初に根を出し、次に本葉を伸ばす。秋に落ちたドングリは年内に発根し、組織を黙過させた状態で冬を越す。本場の展開は4月ごろであり、同種の成木とほぼ同じ時期である。
陽樹であるが、苗木はコナラほど直射日光を好まず、若干日陰くらいの方が成長が良いという。

### ナラ枯れ
ナラ枯れ（ブナ科樹木萎凋病、英：Japanese oak wilt）は、本種をはじめ全国的にブナ科樹木の枯損被害をもたらしている病気である。原因は菌類（きのこ、カビ）による感染症であることが、1998年に日本人研究者らによって発表され、カシノナガキクイムシという昆虫によって媒介されていることが判明した。ミズナラやコナラはこの病気に対して特に感受性が強く、枯損被害が全国的に発生しており大きな問題になっている。
アベマキにもカシノナガキクイムシは穿孔する。ミズナラが激害型で数年で菌と虫が大増殖と減少するのに対し、アベマキ林は比較的穏やかに感染が継続するタイプだとという。
マツ材線虫病およびナラ枯れの蔓延により、関東地方以西ではアカマツ・ナラ類・クヌギ類林からシイ・カシ林へと植生遷移が急速に進んでいる地域がある。これには増加するニホンジカの捕食圧の影響も言われており、シカが嫌う植物と母数の多い植物が優勢になっていくのではないかと推測されている。

## 分布
アジア東南部の日本、中華人民共和国、台湾、朝鮮半島に広く分布している。日本では、山形県以南の本州・四国・九州に分布する。丘陵や山地に自生し、西日本では雑木林に普通にみられる。
クヌギと共に分布域には謎が多く、東日本の個体群を中心にどこまでが天然分布なのかは分かっていない。

## 人間との関係

### コルク・木材
樹皮が厚くコルク用途として使えることで有名であるが、質は地中海沿岸のコルクガシに劣る。アベマキはコルクガシと比較してコルク層が薄いために、単に打ち抜いただけのワインのコルク栓のような使い方は期待できなかった。ただし、粉砕して接着剤で再形成するコルクボードなどの建材用途には使用できる。皮を剥ぐのは真夏が適期とされ、木部と形成層を傷つけないようにヘラで剥ぎ取る。乾燥が続く時より降雨後の方が剥ぎやすいという。
欧米文化が広く流入した明治時代から昭和時代にかけて、アベマキを原料に国産コルク素材を作ろうという動きがあった。また、当時日本が統治していた朝鮮半島などにはアベマキが多い。この名残で日本のコルク業界は国産アベマキが多く、かつ朝鮮からの原料輸入にも便利な、兵庫県西部から中国地方に本社や主力工場を持つものが多い。業界最大手の内山工業も本社が岡山市にある。中国地方のコルク業界では広島市にあった東洋コルク工業も有名である。加熱処理を行うことで生のコルクボードより性能を向上させた炭化コルクボードを作るなどしていたが、関東大震災および広島の主力工場の焼失などにより徐々に工作機械、輸送機械の製造が主力に移っていった。1944年に前述の内山工業の2代目だった内山勇三がコルク部門を引き継ぎ、東洋コルクとして分社化した。この時分かれた輸送機械部門が東洋工業、後のマツダである。昭和30年代以後コルク需要の先細りや輸入コルクとの競争激化に伴い、コルク加工を止め発泡スチロールなどプラスチック加工に業態を変えるところも増えてきた。中国化工（旧・中国コルク、本社：岡山県倉敷市）など炭化コルクを製造していた創業当時とは全く別の製品を製造しているところもある。
戦時色が強くなった1941年6月以降には、産地であった北陸地方から中国四国地方にかけての複数の県で樹皮の県営検査が行われた。ちょうど同じころ朝鮮からの輸入樹皮が滞り始めたという。

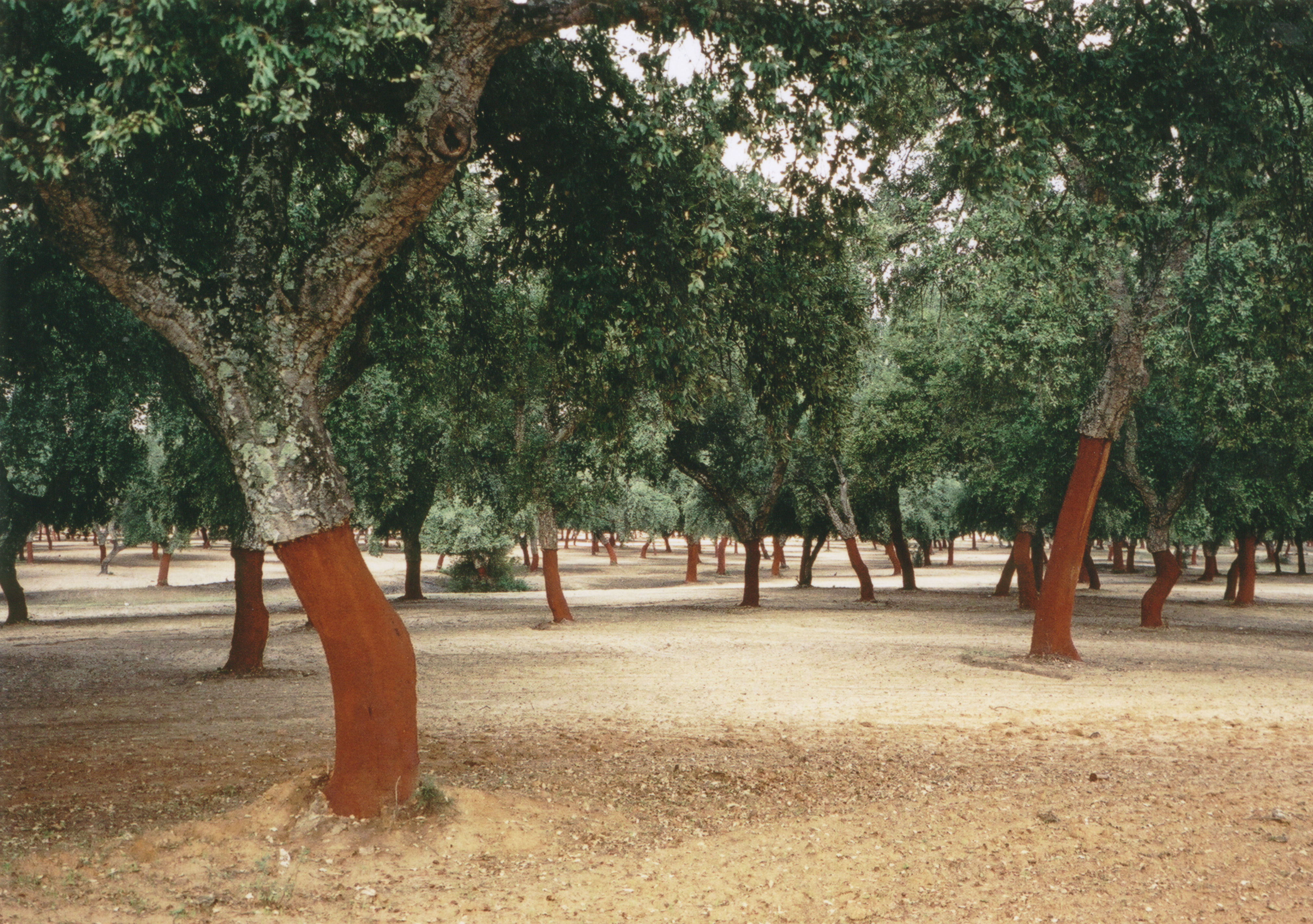
参考：樹皮を剥がされたコルクガシ（スペイン）
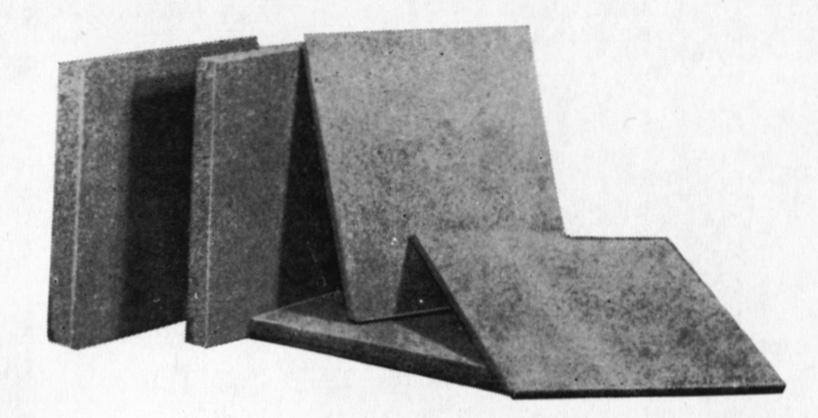
東洋コルク工業のコルクボード

その他はクヌギに準じるが、コルク層が厚すぎることから、シイタケ原木としては子実体の発生個数が少なく質も悪い。特に子実体原基が成長する際に崩れやすく、商品価値が低いとされほとんど使われない。原木内での菌糸の周りにも問題があり、種駒を増やしても子実体発生数は頭打ちになるという。薪炭材としてもクヌギより爆ぜやすいと言われる。アベマキで木炭を作る場合は、コルク層を剥いでから2年後程度経ったものを原木として作ると、比較的良質のものが出来るという。
道管の配置は環孔材、気乾比重は個体によって幅があるが0.9を超え1.0に近いこともあるという硬く重い材である。ブナ科樹木、特に落葉樹のナラ類では中心部に比べて辺縁部の密度が低くなるが、クヌギとアベマキはこの低下が緩やかだという。

### 食用・薬用
クヌギ類は遺跡からもよく見つかっている。木材や堅果のみではアベマキとクヌギを分けることが困難であるため、クヌギとされている中にはいくらかのアベマキも混じっていることが考えられている。
樹皮は、生薬「ボクソク」（第十七改正日本薬局方 収載）の原料となる。タンニン等を多く含むため、収れん作用があり、十味敗毒湯などに処方される。

### 象徴

#### 主な巨木
- 口大屋の大アベマキ（兵庫県養父市）国の天然記念物（1951年6月指定）[44]
- 上立杭の大アベマキ（兵庫県丹波篠山市） 樹高28m、幹回り5.4mで推定樹齢500年。兵庫県指定の天然記念物および郷土記念物。「おみの木」と呼ばれていたが、2023年9月に根元から折損し倒れた[45]。

## 分類学上の位置づけ
コナラ属内の分類は従来形態的特徴に基づき、殻斗の模様が鱗状のものをコナラ亜属（Subgen. Quercus）、環状のものをアカガシ亜属（Subgen. Cyclobalanopsis）と分けられてきたが、遺伝子的な系統に基づく他の分類が幾つか提唱されている。総説にDenk et al.（2017）がある。
Denk et al.(2017)においてクヌギと共にCerris亜属のCerris節に入れられている。節単位は異なるが、同亜属にはアラカシ、シラカシなどのカシ類、また樫とは付くが少し異質のウバメガシなども入る。逆にこれまで近いと思われてきたコナラ、ミズナラはQuercus亜属とは亜属単位で異なり、遠縁であることが判明した。
クヌギとは近縁で雑種もしばしば形成する。葉緑体DNAの解析の結果、日本産のアベマキは産地に限らず葉緑体DNAは同一であり、かつ各地のクヌギとも共通しているという。これを説明する仮説の一つとして、かつてなんらかの事情により、アベマキとクヌギの雑種の少数個体しか生き残れない状況になり、現在各地でみられる2種はこの時の雑種の子孫だという説がある。なお、クヌギについては日本に元々分布していた種ではなく、史前帰化植物とする説がある。

## 名前
標準和名アベマキは中国地方、特に岡山県周辺の方言名がそのまま標準和名になったといわれることが多い。一説には凹凸の激しい樹皮を天然痘などの痘痕（あばた）に例え、「アバタマキ」が転訛してアベマキとなったと言われる。「マキ」は岡山県や広島県を中心にブナ科樹木に対して広く見られる方言名である。昭和時代の瀬戸内海の島嶼部では「マキ」というとクヌギのことを指していたといい、使用頻度は低いが全世代に通じたという
実際に方言名では「アベ」「アベタ」「マベタ」「マキ」が岡山県周辺でみられる。その他、樹皮の凹凸を示す表現としては「オニカワ（鬼皮）」、「アツカワ（厚皮）」「オ（雄）」なども見られる。これらは接頭語として大抵はクヌギに繋がり、「オニカワクヌギ」「アツカワクヌギ」「オクヌギ」などと呼ばれる。コルク層が厚いことを示す「コルク」「コロップ」「ワタ（綿）」などの表現もみられ、「コルククヌギ」「コークヌギ」「コロツブス」「ワタクヌギ」「ワタマキ」などと呼ばれる。東海地方ではクヌギだけではなく、トチノキとも比較した名前でアベマキを「ワタドチ」、クヌギを「トチ」、トチノキは「ホンドチ」という。その他「ドウダ」（対馬）、「バクノキ」・「バア」（丹波地域）など由来のよくわからないものもみられる。西日本のブナ科樹木の方言として有名な「ハハソ」「ホーソ」系の名前は殆ど見られない。
漢字は阿部槇・棈などが当てるという文献もあるが、方言由来説が正しい場合はこれは当て字とみられる。
種小名 variabilisは「変異の多い」という意味。クヌギとの雑種の程度によって様々な形態のものがあることを指しているものとみられる。